# Saxifraga saxatilis
Saxifraga saxatilis är en stenbräckeväxtart som beskrevs av H. Sm.. Saxifraga saxatilis ingår i Bräckesläktet som ingår i familjen stenbräckeväxter. Inga underarter finns listade i Catalogue of Life.